# Велльгаузен, Юлиус
Юлиус Велльгаузен (нем. Julius Wellhausen; 17 мая 1844, Хамельн, Саксен-Лауэнбург — 7 января 1918, Гёттинген, Нижняя Саксония, Германская империя) — немецкий историк-востоковед, лютеранский теолог и библеист. Один из основателей библейской критики. Автор документальной гипотезы.

## Биография
Юлиус Велльгаузен родился 17 мая 1844 года в немецком Хамельне, герцогство Саксен-Лауэнбург, которое на тот момент было личной унией Дании, в семье лютеранского пастора.

Начальное и среднее образование получил в школах Хамельна и Ганновера. В 1862 г. он поступил на теологический факультет Гёттингенского университета, где под руководством Генриха Эвальда изучал Ветхий Завет и восточные языки. в 1870 году стал там приват-доцентом по истории Ветхого Завета. В 1872 году он был назначен ординарием теологии в Университет Грайфсвальда. Однако он ушёл с факультета в 1882 году по соображениям совести, заявив в своем заявлении об отставке:
Я стал богословом, потому что меня интересовала научная трактовка Библии; лишь постепенно я пришел к пониманию, что на профессора богословия возложена еще и практическая задача подготовки студентов к служению в протестантской церкви, и что я не адекватен этой практической задаче, а вместо этого, несмотря на всю осторожность с моей стороны, я сделать моих слушателей непригодными для своего служения. С тех пор моя теологическая профессия легла тяжким бременем на мою совесть.
Он стал экстраординарным профессором восточных языков на филологическом факультете в Галле, был избран ординарным профессором в Марбурге в 1885 году и был переведен в Геттинген в 1892 году, где оставался до своей смерти.
В 1870 г. Ю. Велльгаузен защитил докторскую диссертацию и стал приватдоцентом Гёттингенского университета. В 1872 г. он получил должность профессора Грайфсвальдского университета. Когда в 1878 году вышло в свет его «Введение в историю Израиля», он был лишен профессорской кафедры богословия и стал преподавателем древневосточных языков.
Среди теологов и библеистов он наиболее известен своей книгой «Пролегомены zur Geschichte Israels» («Пролегомены к истории Израиля»); его работа в области арабистики (в частности, авторитетная работа под названием «Арабское королевство и его падение») также остается знаменитой. После детального синтеза существующих взглядов на происхождение первых пяти книг Библии, Велльхаузен стремился поместить развитие этих книг в исторический и социальный контекст. Получившийся в результате аргумент, названный документальной гипотезой, стал доминирующей моделью для многих библеистов и оставался таковой на протяжении большей части XX века.
По словам Алана Левенсона, Велльхаузен считал теологический антииудаизм, как и антисемитизм приемлемыми.
В 1891 году, сначала отказавшись, но потом согласившись, Велльгаузен стал доцентом кафедры восточных языков Гёттингенского университета. В 1892 году Вельхаузен стал членом Гёттингенской академии наук. С 1900 года Вельхаузен был также членом-корреспондентом Прусской академии наук (Берлин). Во время своего пребывания в Геттингене Веллхаузен написал несколько важных работ по истории раннего ислама, таких как «Религиозно-политические оппозиционные партии в старом исламе» в 1901 году о хариджитах и зарождении шиитов и «Арабская империя и ее падение» в 1902 году о причинах. к упадку династии Омейядов.
Из-за плохого состояния здоровья, в 1903 году он покинул Гёттингенскую академию наук, что сразу же сделало его почетным членом. Даже в последние годы жизни Вельхаузена описывали как веселого, уравновешенного человека с деревенским обаянием и манерами, выходящим за рамки ученого профессорского вида. Вельхаузен умер 7 января 1918 года в Геттингене и был похоронен 10 января на городском кладбище.

## Семья
25 июня 1875 года Вельхаузен женился на Мари Лимприхт (1856—1925), старшей дочери химика Генриха Лимприхта. В то время Мари уже была уважаемой пианисткой. Позже она увеличила свою известность прежде всего как ученица Макса Регера. Мари Велльхаузен серьезно заболела после замужества и так и не выздоровела, а брак остался бездетным.

## Вклад в библеистику

### Документальная гипотеза
В ходе исследования самых ранних образцов Торы (первые пять книг Библии), пришел к формированию Документальой гипотезы, которая полагает, что у первых пяти книг Ветхого Завета было несколько (скорее всего, четыре) источников, что они были написаны после XIII века до н. э., следовательно, Моисей не мог быть их автором. К четырём источникам Пятикнижия Велльгаузен относил: Элохист, Яхвист, Жреческий кодекс и Второзаконие.
Он предположил существование некого «Жреческого кодекса», который лег в основу Пятикнижия и книги Иисуса Навина (т. н. «Шестикнижие»): более всего на книги Левит и Числа, а также в меньшей степени Бытие и Исход. Велльгаузен полагал, что Жреческий кодекс отражает реалии оседлого быта евреев и не мог быть написан во времена Моисея. Наиболее вероятной датой его создания Велльгаузен считал VI век до н. э. (Вавилонский плен). Второзаконие, по его мнению, появилось столетием раньше, в VII веке до н. э.

### Развитие исторической библейской критики

#### Ветхий Завет
В своей литературной критике Велльхаузен опирался на работы более ранних экзегетов, которые он просматривал, обобщал и представлял более дифференцированно и более доступно. Учёный последовательно использовал ее для реконструкции истории древнего Израиля. Вельхаузен написал три основных труда по Ветхому Завету, которые дополняют друг друга:
- Состав Шестикнижия и исторических книг Ветхого Завета,
- Пролегомены по истории Израиля,
- Израильская и еврейская история.

«Композиция закладывает источнико-критическую основу, пролегомены рисуют традиционные и религиозно-исторические следствия, израильская и еврейская история рисует ход истории Израиля на основе реконструируемой таким образом традиционной и религиозной истории... от начала при Моисее до второго еврейского восстания при Бар-Кохбе».
Литературно-критическое исследование источников Шестикнижия подтвердило: в период до изгнания в Древнем Израиле было несколько святынь, не вызывающих оскорблений, и пророки провозглашали волю Яхве, не следуя писаному закону. После изгнания и потери государственности вокруг Иерусалимского храма собралась еврейская культовая община во главе с первосвященником.

#### Новый Завет
Работы Нового Завета представляют собой поздние работы Велльхаузена. С 1903 года он создавал научные комментарии к Евангелиям, не включая научную литературу. Отказ от всего технического обсуждения был частично вызван ограничениями по здоровью Велльхаузена. Вельхаузен оставил только свои собственные наблюдения над текстом, свежим, стимулирующим языком. Подобно тому, как история и религиозная история Израиля была в Ветхом Завете, цель Нового Завета заключалась в том, чтобы дать общее представление о возникновении христианства на основе текстов. Он принял теорию двух источников и утверждал, что Евангелие от Марка старше источника Q, уже позже с которых, в основном, были написаны Евангелия от Матфея и Луки. Вельхаузен подчеркнул, что исторический Иисус из Назарета, о котором мало что известно, был евреем. Он не видел себя ни Мессией, ни «Сыном человеческим».
Велльгаузен писал об историческом Иисусе: «Мы не можем вернуться к нему, даже если бы захотели. ... Ибо то, что потеряно вместе с Евангелием, исторический Иисус, как основа религии, представляет собой весьма сомнительную и неадекватную замену. Без его смерти он вообще не стал бы историческим. Впечатление от его карьеры такое, что она не была завершена, а резко прервалась, едва начавшись».

## Оценки
Библеист XX века Джон Бартон писал о Вельхаузене:  
«Пожалуй, величайший, и самый противоречивый из протестантских библейских критиков конца девятнадцатого века». 

## Сочинения
Основные религиоведческие работы Ю. Велльгаузена:
- ст. «Израиль» — 9 изд. энциклопедии «Британника» (1881) (англ.)
- Wellhausen, Julius. Prolegomena zur geschichte Israels (нем.). — Berlin: Druck und verlag von G. Reimer[нем.], 1899. — 431 S.

- Велльгаузен Юлиус. Введение в историю Израиля = Prolegomena zur Geschichte Israels (нем.) (рус. дореф.) / перевод Н. М. Никольского. — СПб.: Тип. Ю.Н. Эрлихъ, 1909. — 427 с.

- Wellhausen, Julius. Reste arabischen heidentums (нем.). — Berlin: Verlag G. Reimer[нем.], 1897. — 250 S.
- Wellhausen, Julius. Israelitische und jüdische Geschichte (нем.). — Berlin: Verlag G. Reimer, 1904. — 394 S.
- Wellhausen, Julius. Das Arabische Reich und sein Sturz (нем.). — Berlin: Verlag G. Reimer, 1902. — 352 S.

- Wellhausen Julius. The Arab Kingdom and its Fall (англ.) = Das Arabische Reich und sein Sturz (нем.) / Translated by Margaret Graham Weir. — Calcutta: University of Calcutta, 1927. — 592 p.
- Велльхаузен Ю. Арабский халифат. Золотой век ислама = Das Arabische Reich und sein Sturz / Пер. с англ. Т.М. Шуликовой. — М.: Центрполиграф, 2018. — 351 с. — ISBN 978-5-227-07767-7.